# Prinya Intachai
Prinya Intachai (ปริญญา อินทชัย), surnommé Way (ชื่อเล่น : เวย์), nom de scène P.Cess et Daboyway, né le 10 janvier 1981 à New York, est un rappeur et un acteur thaïlandais.

## Biographie

### Musique

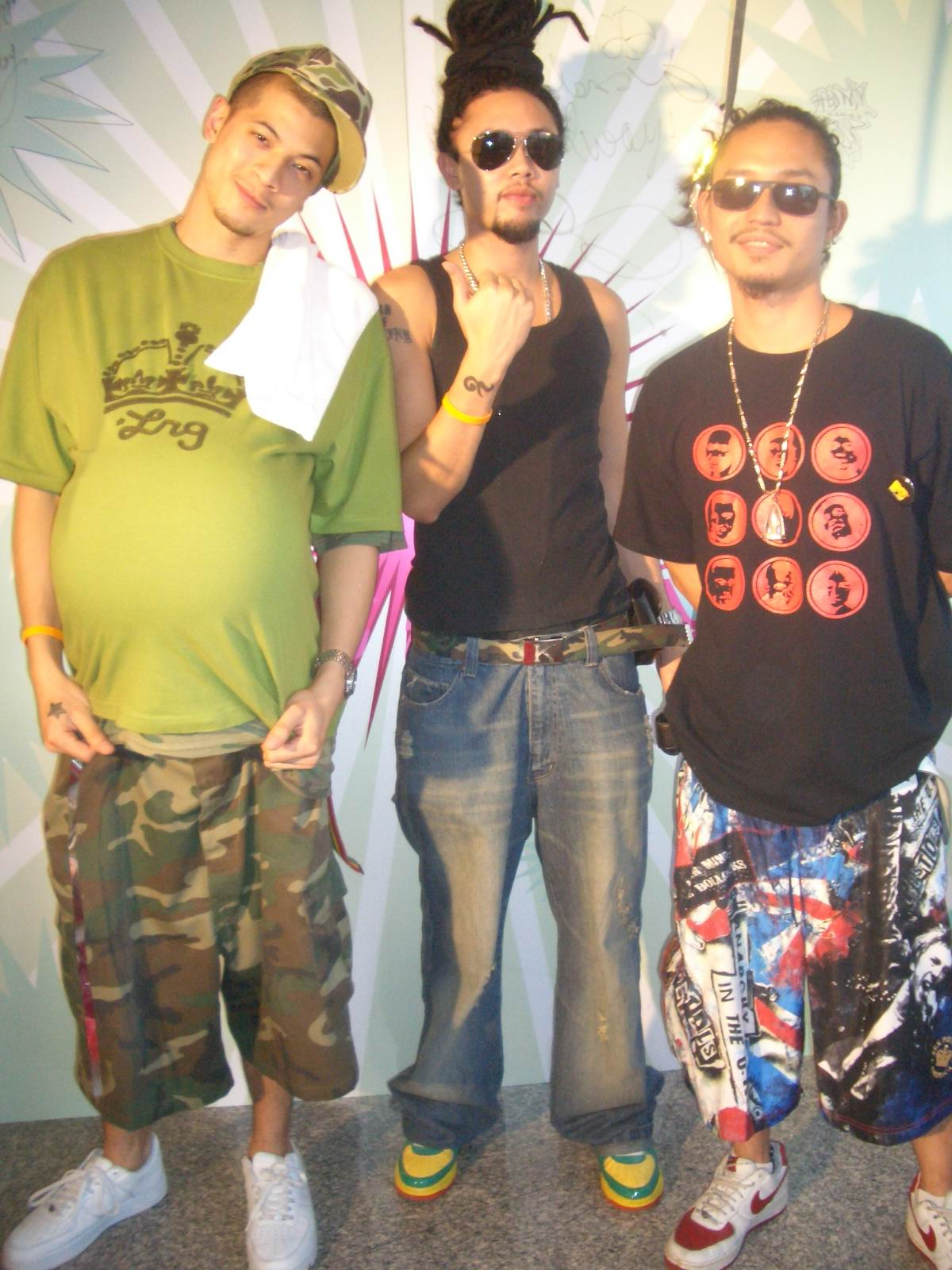
Thaitanium en 2007

En 2000, Prinya « Way » Intachai fonde avec Khanngoen « Khan » Nuanual (ขันเงิน เนื้อนวล) et Sundy Day - Nay Maya « Day » Thot (จำรัส ทัศนละวาด) le groupe de rap Thaitanium,, (ไทยเทเนี่ยม).

### Affaires
Prinya et Nana (et aussi Thaitanium) aiment créer et développer des petits commerces de proximité : salon de coiffure,, magasin de vêtements...

### Vie privée
Prinya Intichai est marié avec Rybena Nana Tanwimol. En 2013, ils ont deux jumeaux , une fille Bena et un garçon Brookling Guy.

## Discographie
- 2000 : AA
- 2002 : Thai Riders
- 2003 : Province 77 (musique du film homonyme)
- 2004 : R.A.S. (Resisting Against da System)
- 2006 : Thailand's Most Wanted
- 2008 : Flipside
- 2008 : Thaitanium Limited Edition
- 2010 : Still Resisting
- 2014 : Thaitanium
- 2016 : 16 Years
- 2017 : NOW

## Filmographie
- 1998 : 303 Fear Faith Revenge (303 กลัว กล้า อาฆาต)
- 2002 : Province 77 (จังหวัด 77)
- 2002 : From an Objective Point of View
- 2003 : Rhythm of the Saints
- 2005 : Spit
- 2009 : Word on the Street
- 2010 : Just Another Hustle
- 2010 : The Prince and Me 4
- 2011 : My Best Bodyguard (มายเบสต์บอดีการ์ด)
- 2011 : Mindfulness and Murder (สติ สืบ ศพ / ศพไม่เงียบ  (Sop-mai-ngeap) / Meurtre et méditation)[9]
- 2012 : Angels
- 2014 : Choice (คู่ซี้ดีแต่ฝัน)[10]
- 2015 : Zero Tolerance
- 2020 : One Night in Bangkok